# Rhagastis confusa
Espèce
Rhagastis confusa est une espèce d'insectes lépidoptères de la famille des Sphingidae, sous-famille des Macroglossinae, tribu des Macroglossini, sous-tribu des Choerocampina et du genre Rhagastis .

## Description
L'envergure varie de 84 à 90 mm. L'espèce est semblable à Rhagastis albomarginatus mais s'en distingue par la couleur vert olive presque uniforme de la face supérieure de l'aile antérieure et le manque d'une petite tache noire discale sur la face inférieure de l'aile postérieure.

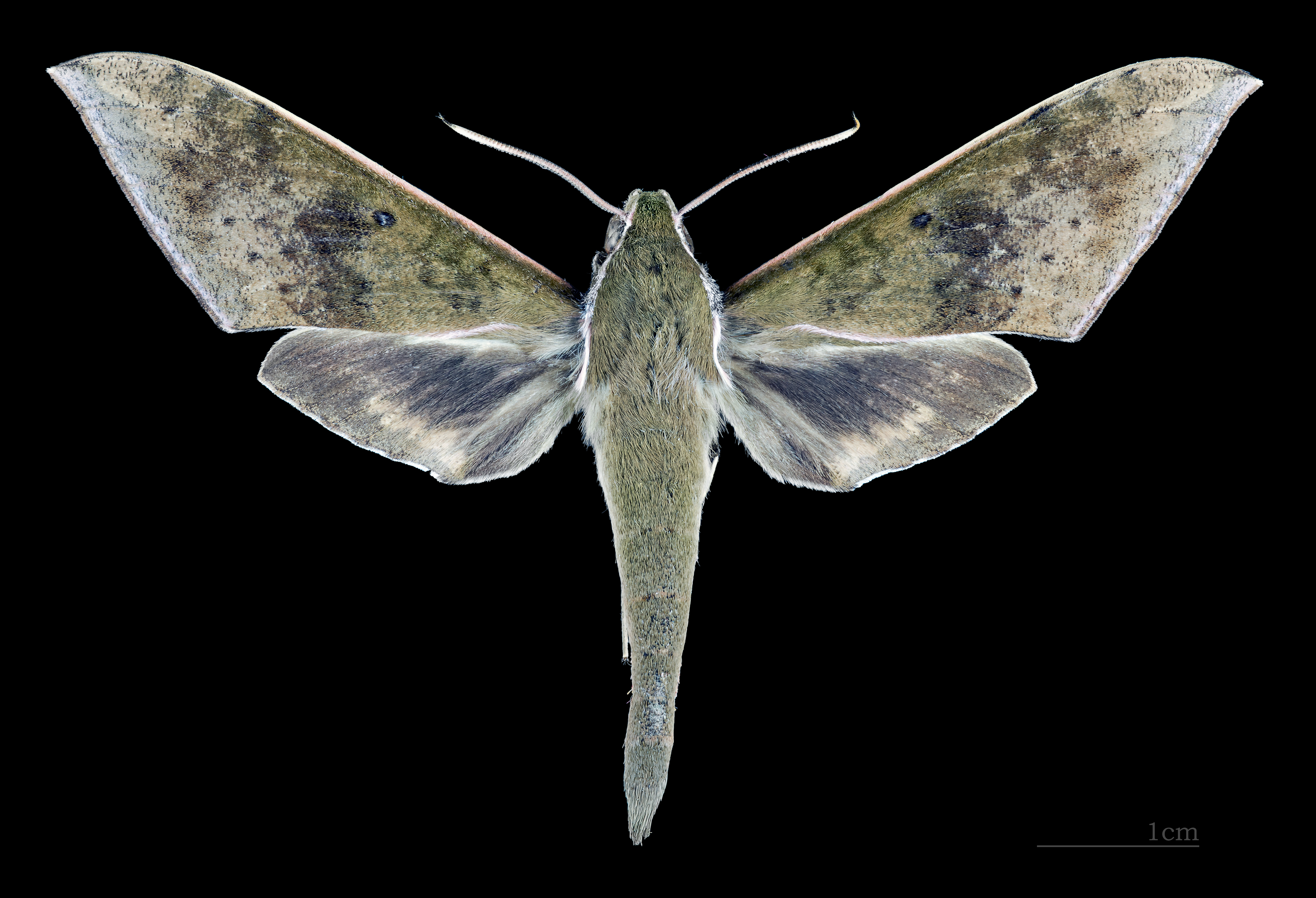
Rhagastis confusa face dorsale MHNT
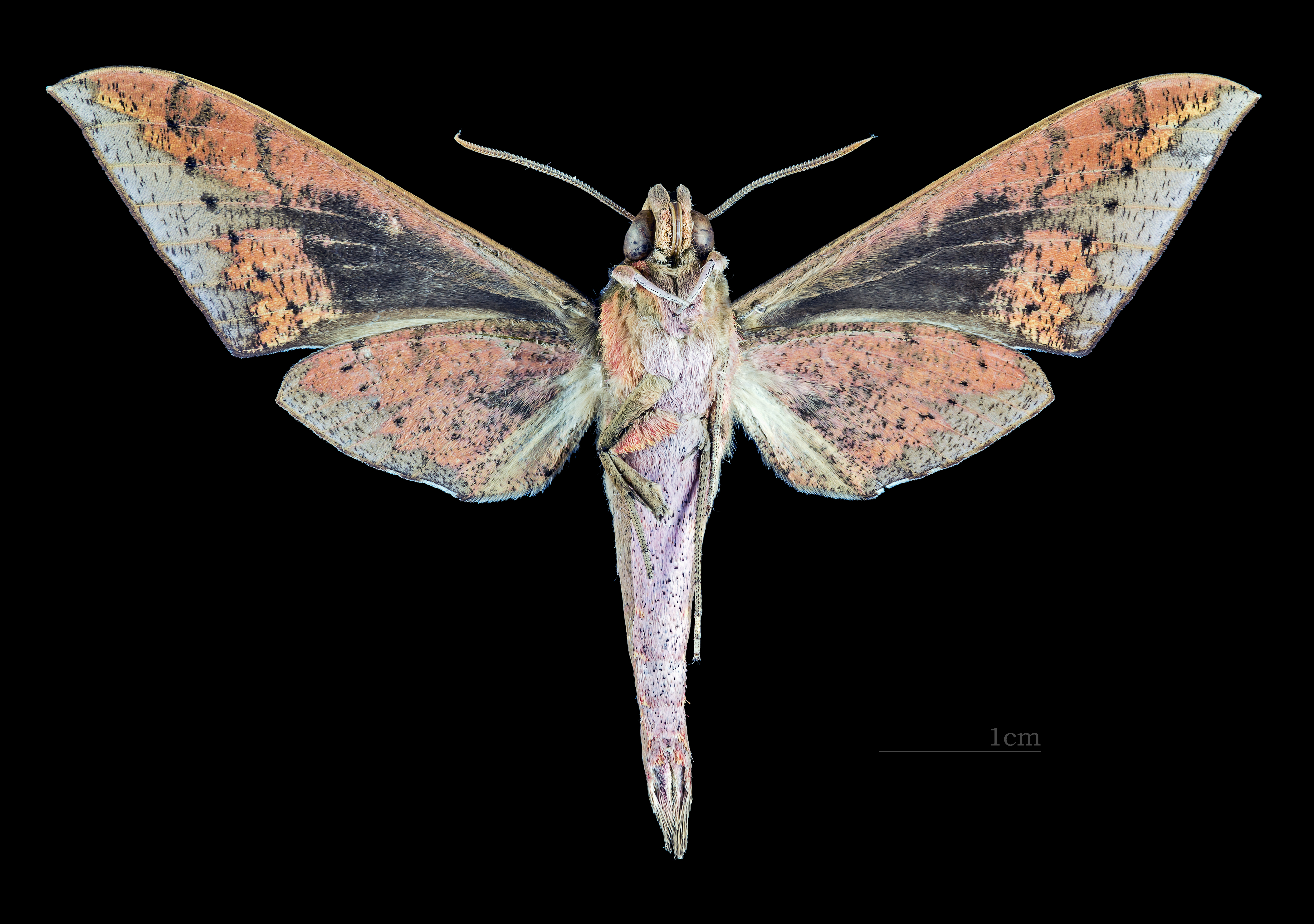
Rhagastis confusa Revers MHNT

## Répartition et habitat
Répartition
L'espèce est connue au nord de l'Inde, au Népal, au nord de la Thaïlande, au sud-ouest de la Chine et au nord du Vietnam.

## Biologie
Les chenilles se nourrissent sur les espèces du genre Vitis en Inde.

## Systématique
L'espèce a été décrite par les entomologistes Lionel Walter Rothschild et Karl Jordan en 1903.

### Synonymie
- Rhagastis confusa peeti Clark, 1936
- Rhagastis confusa chinensis Clark, 1936